# Mum's the Word (film 1918 Lyons)
Mum's the Word è un cortometraggio muto del 1918 diretto e interpretato da Eddie Lyons e Lee Moran. Tra gli altri interpreti, Gertrude Astor, Edith Roberts, Margaret Whistler e Bartine Burkett.

## Produzione
Il film fu prodotto dall'Universal Film Manufacturing Company (come Star Comedies).

## Distribuzione
Distribuito dall'Universal Film Manufacturing Company, il film - un cortometraggio di una bobina - uscì nelle sale cinematografiche statunitensi il 29 aprile 1918.